# Холхлово
Хо́лхлово (бел. Хо́ўхлава) — агрогородок в Молодечненском районе Минской области Беларуси. Входит в состав Хожовского сельсовета. Расположен в западной части Минской области. Население 414 человека (2009).

## Административное устройство
В 2009 году деревня Холхлово преобразована в агрогородок.
До 28 июня 2013 года входил в состав и являлся административным центром Холхловского сельсовета.

## География
Расположен в 17 км на юго-запад от Молодечно и в 52 км на северо-запад от Минска. Через Холхлово проходят автомобильные дороги H-9091 (Холхлово — Молодечно) и H9092 (Холхлово — Воложин). Прочие местные дороги ведут в окрестные деревни.
Ближайшая ж/д станция в 10 км к северу в Полочанах (ж/д линия Молодечно — Лида).

### Гидрография
Местность принадлежит к бассейну Березины Неманской, через агрогородок протекают несколько ручьёв впадающих в Березину, а сама река течёт в 5 км к северу.

## История
Первое письменное упоминание о Холхлово датируется 1437 годом. В середине XVI века в здешней типографии одну из своих книг напечатал Симон Будный. Согласно административно-территориальной реформе середины XVI века в Великом княжестве Литовском Холхлово вошло в состав Минского повета Минского воеводства.
В 1738 году здесь был возведён деревянный католический храм Пресвятой Девы Марии, сохранившийся до наших дней. С 1780 года местечко находилось во владении Галимских.
В результате второго раздела Речи Посполитой (1793) Холхлово оказалось в составе Российской империи; в Вилейском уезде. В начале XIX века поселение перешло во владение Карницких, а в середине XIX века — Язвинских. В 1847 году Викентий Язвинский построил семейную часовню-усыпальницу (сохранилась). После подавления восстания 1863 года католический храм был переоборудован в православную церковь.
В результате Рижского мирного договора 1921 года Холхлово вошло в состав межвоенной Польши, где было в составе Молодечненского повета Виленского воеводства. Храм Девы Марии 1738 года был возвращён католикам и отреставрирован.

С 1939 года в БССР, где 12 октября 1940 года стало центром сельсовета. Деревянная православная церковь Рождества Богородицы XVIII—XIX вв. была уничтожена в 1960-х годах. Католический храм был также закрыт, но здание сохранилось и использовалось как склад. Чтимую икону Богоматери в 1963 году передали в Национальный художественный музей Республики Беларусь. В 1990-е годы храм был возвращён католикам и отреставрирован.

Холхлово на старых фотографиях
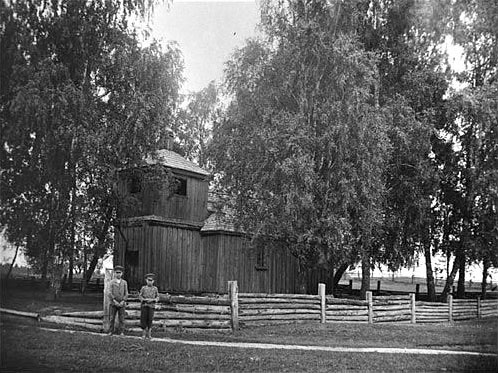
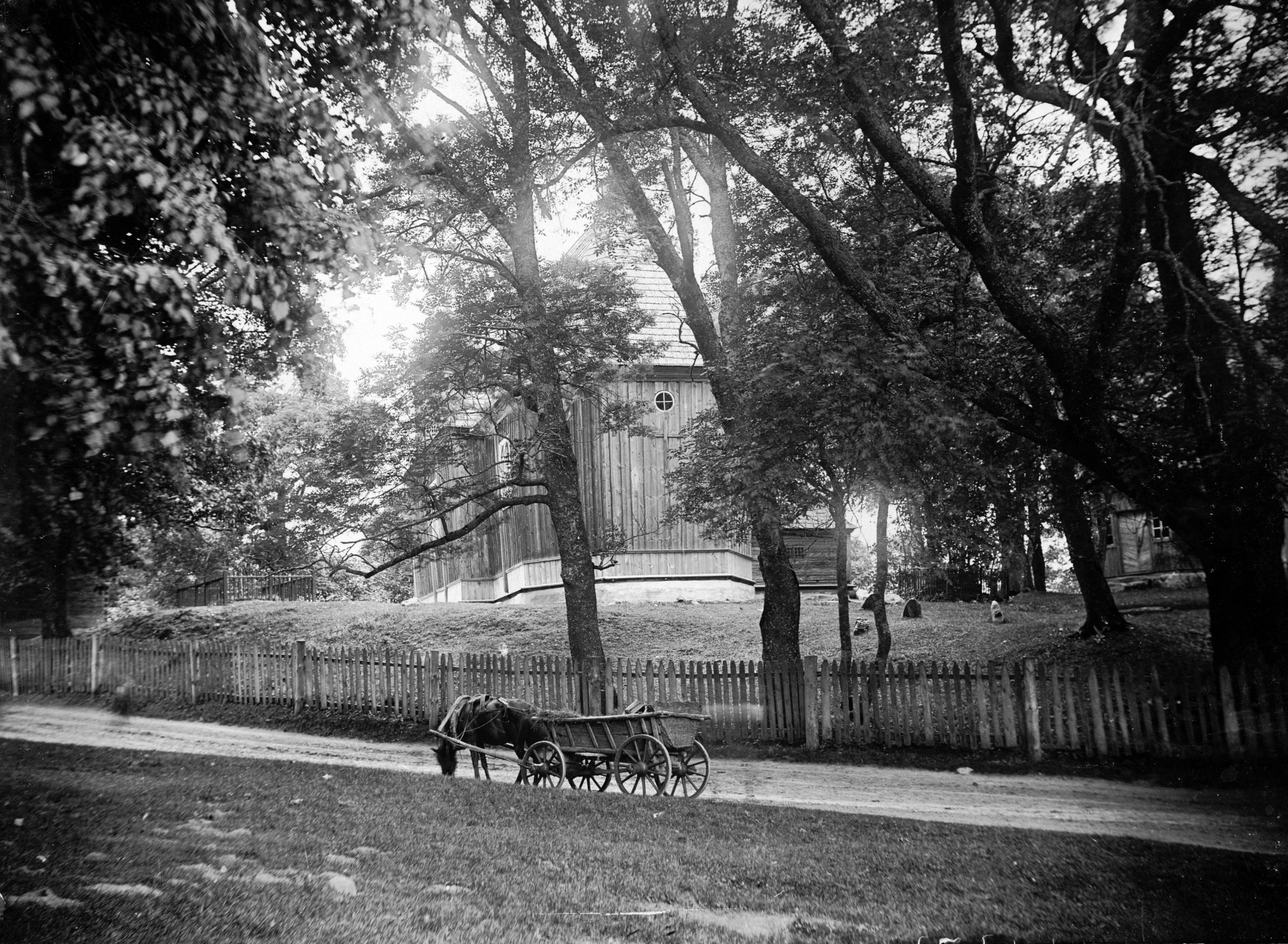
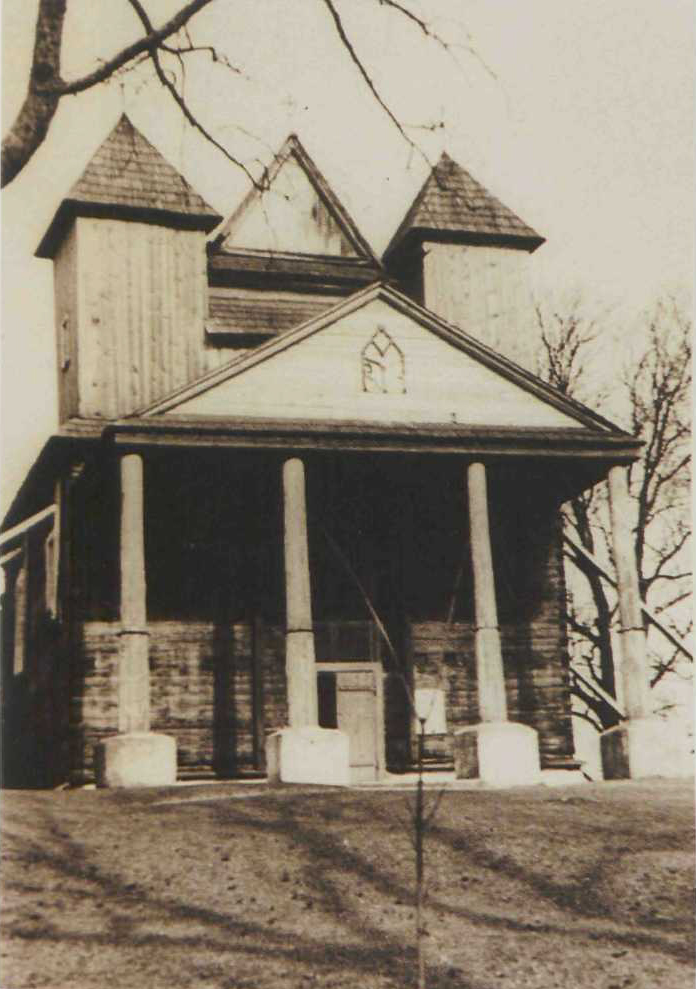

## Население

### Численность
- 2019 год — 320 жителей

### Динамика
- 1999 год — 465 жителей (перепись населения)
- 2009 год — 414 жителей (перепись населения)
- 2012 год — 415 жителей
- 2019 год — 320 жителей (перепись населения)

## Производственная сфера
- ОАО «Холхлово»

## Социально-культурная сфера
В Холхлово расположены средняя школа-сад, фельдшерско-акушерский пункт, почта, Дом культуры.

## Достопримечательность
- Костёл Пресвятой Девы Марии —  памятник архитектуры.
- Часовня-усыпальница Язвинских
- Храм Святого Серафима Саровского
- Вековые дубы в деревне Холхлово — ботанический памятник природы местного значения

### Памятник, скульптура
- Памятник воинам-освободителям
- Мемориальная доска Симону Будному

### Утраченное наследие
- Церковь Рождества Богородицы (1738)

## Галерея

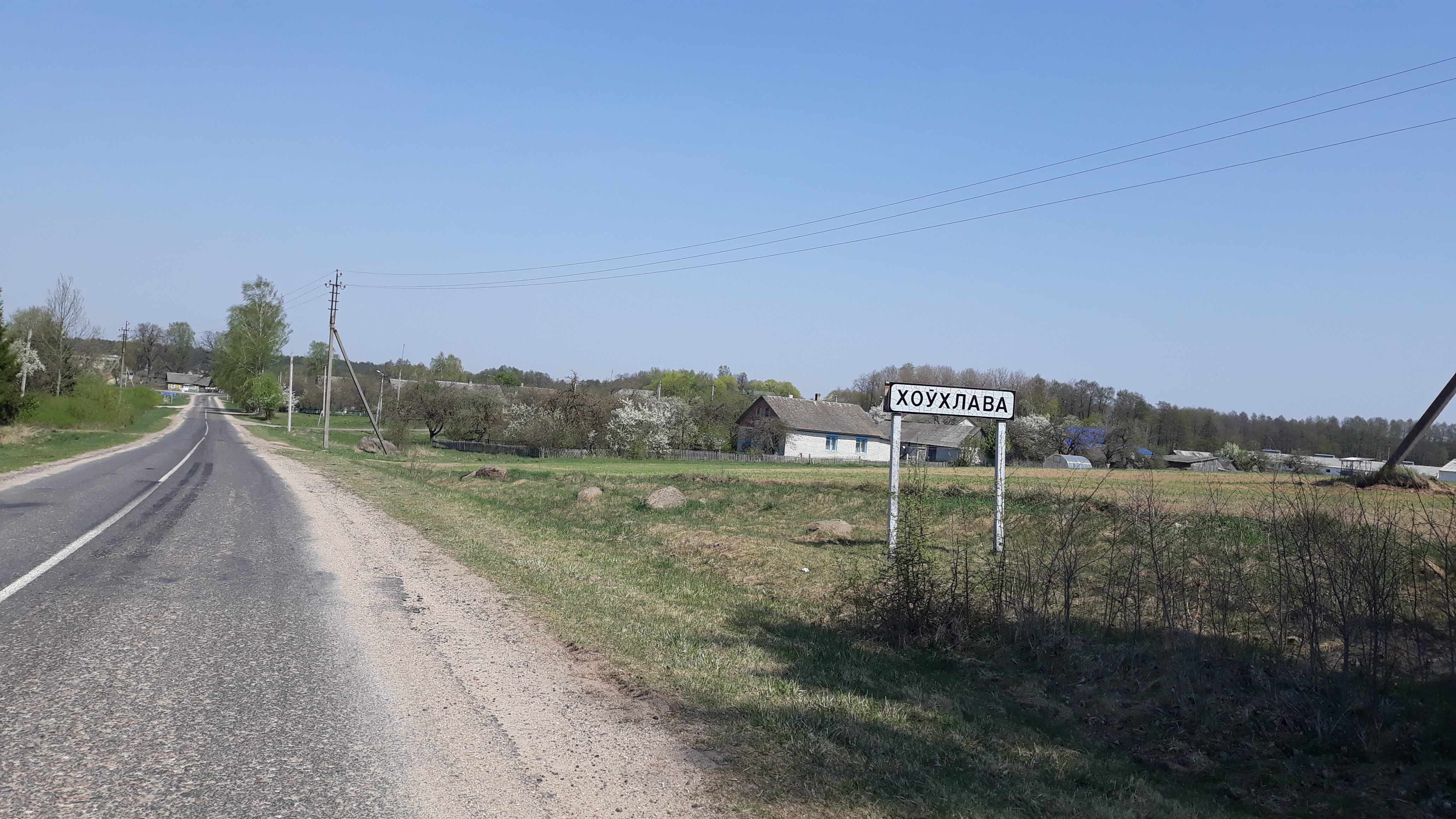
Панорама
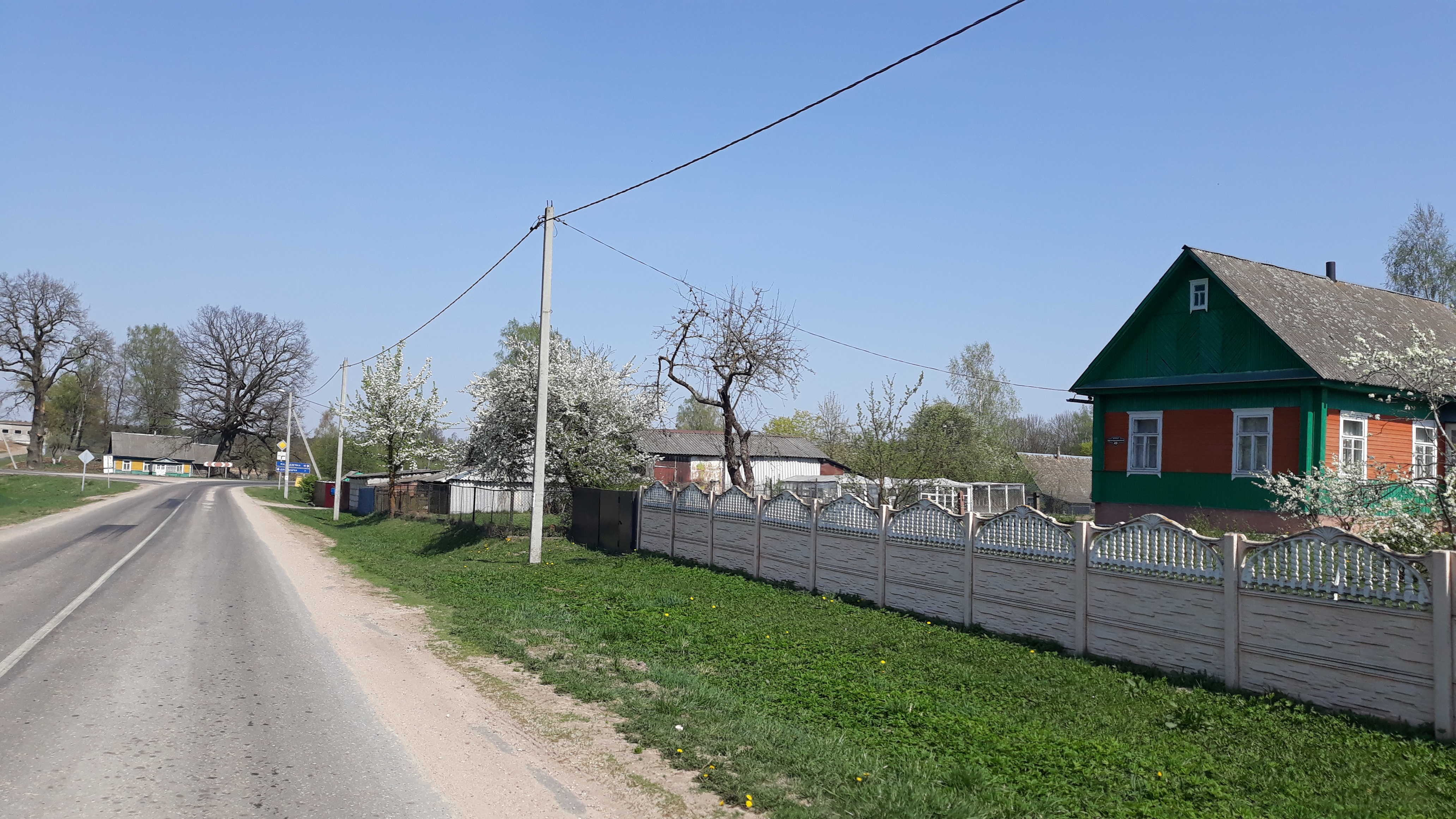
Улица в деревне
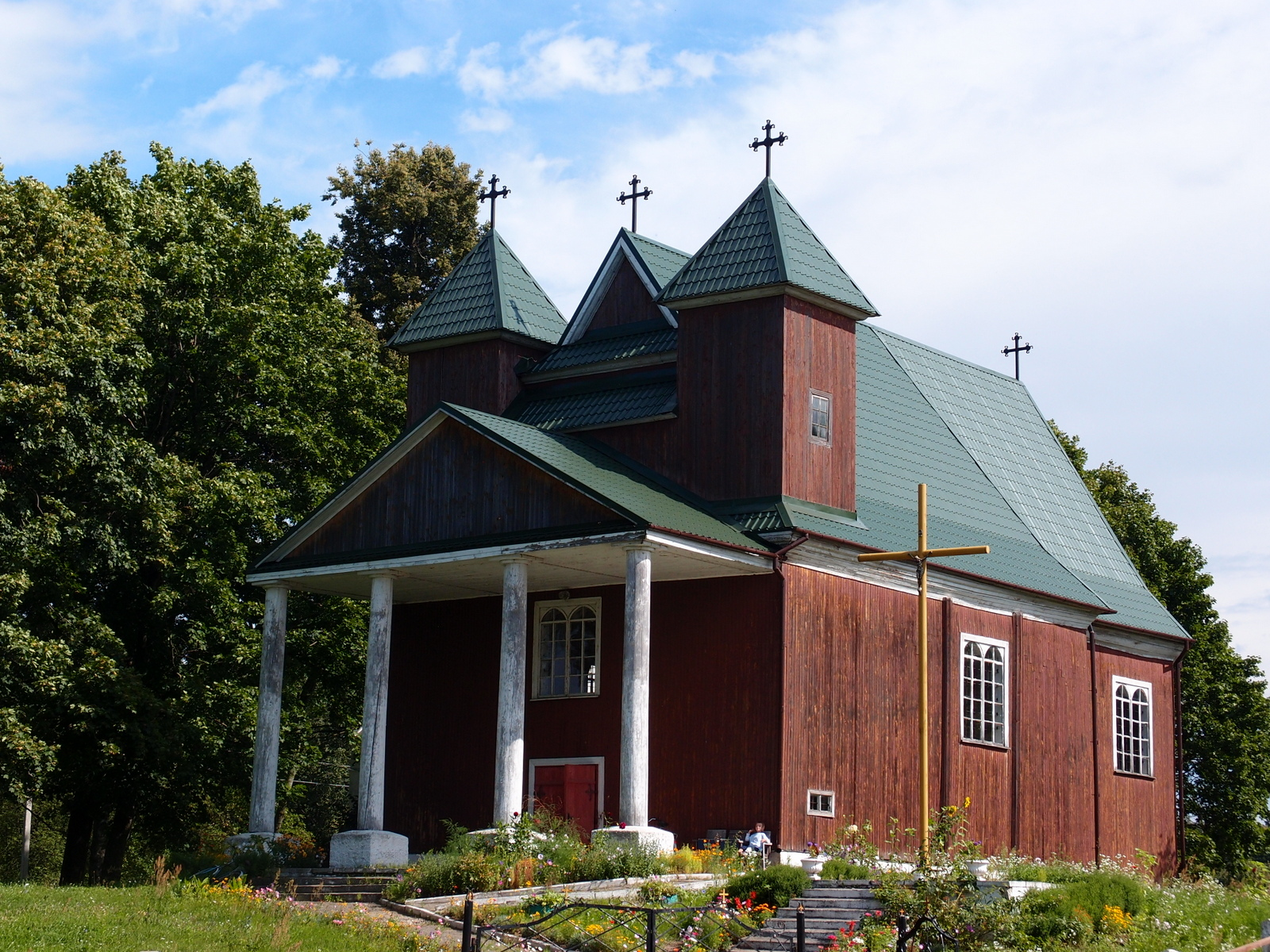
Костёл Пресвятой Девы Марии
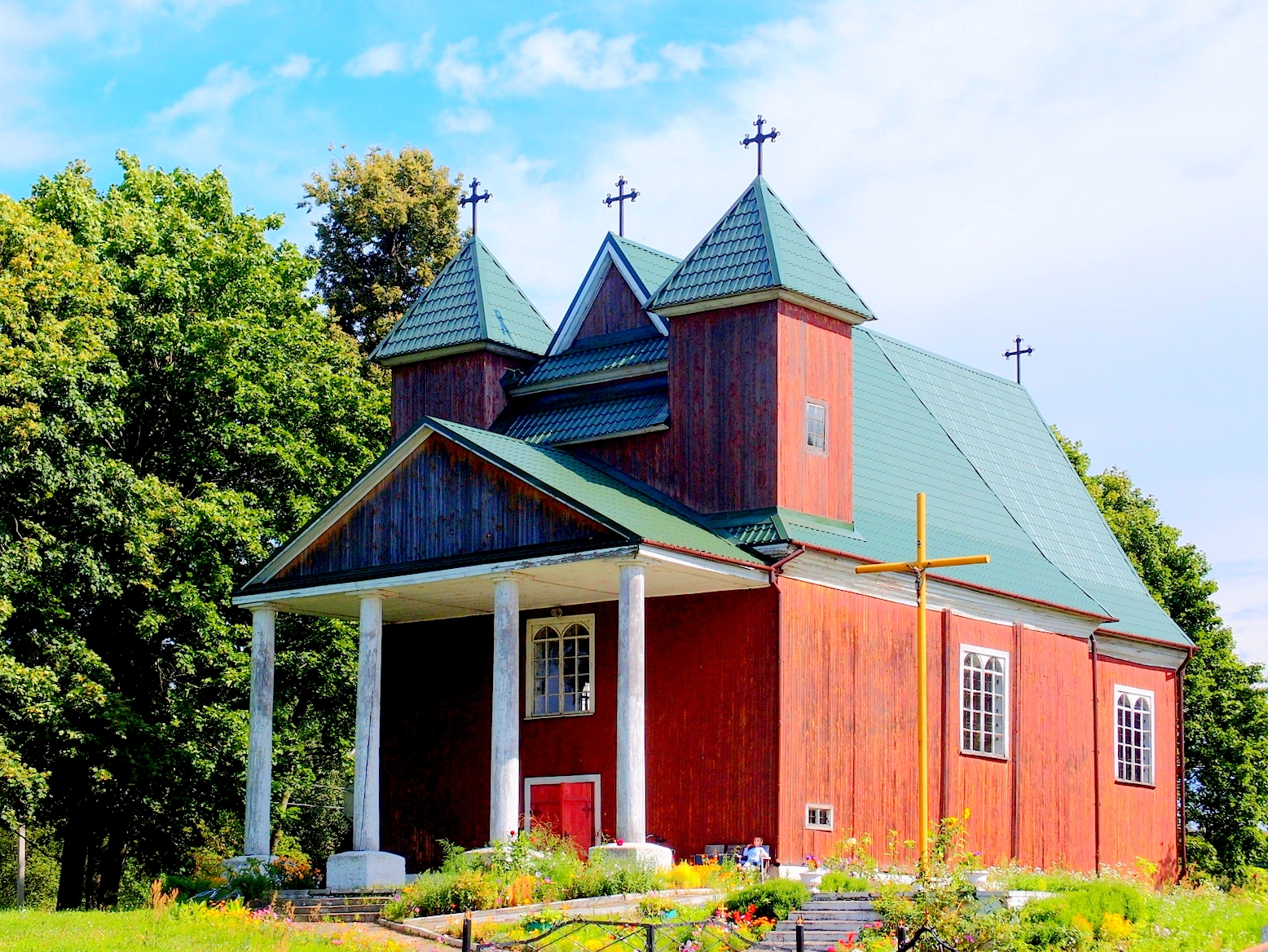
Костёл Пресвятой Девы Марии
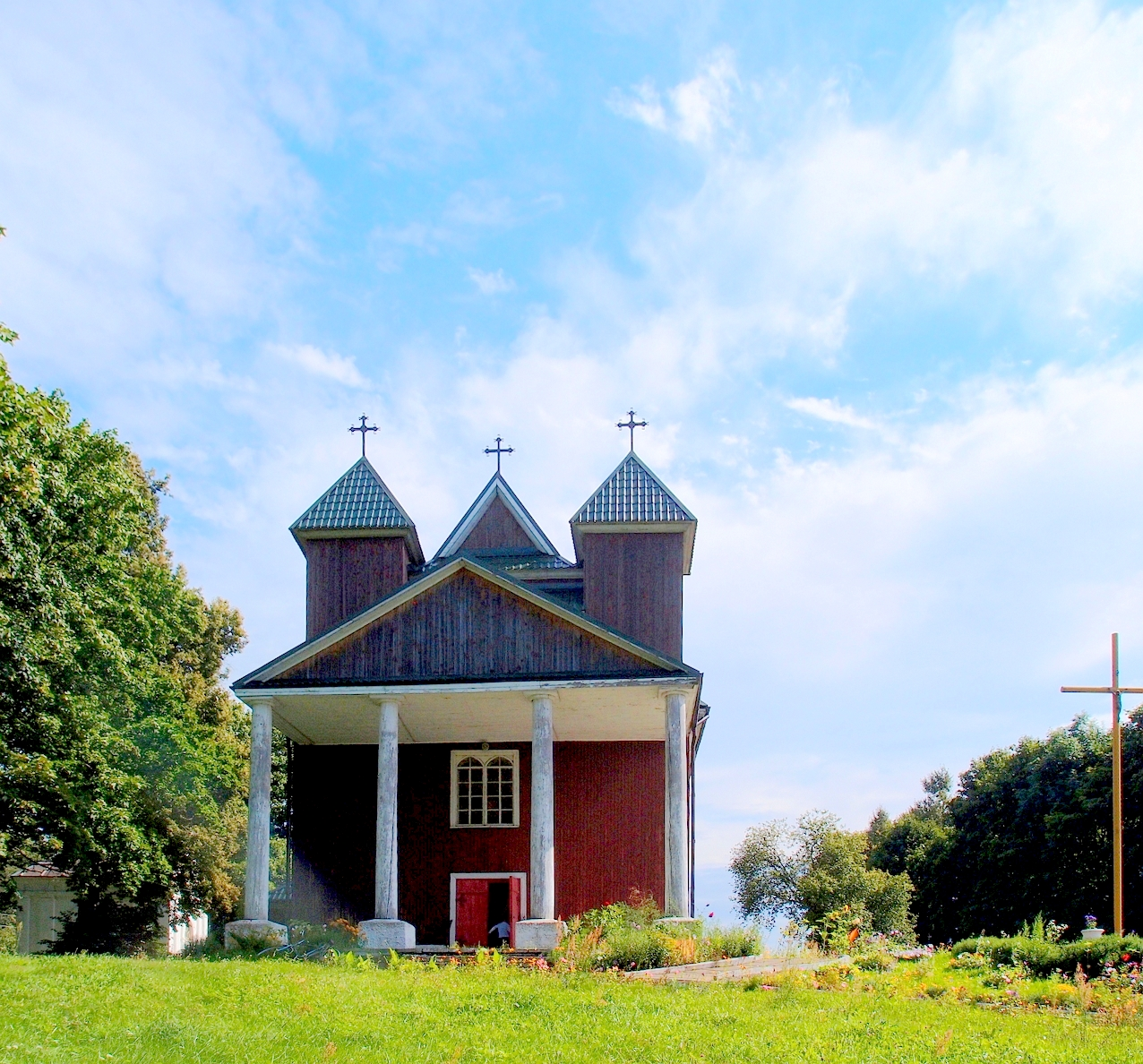
Костёл Пресвятой Девы Марии
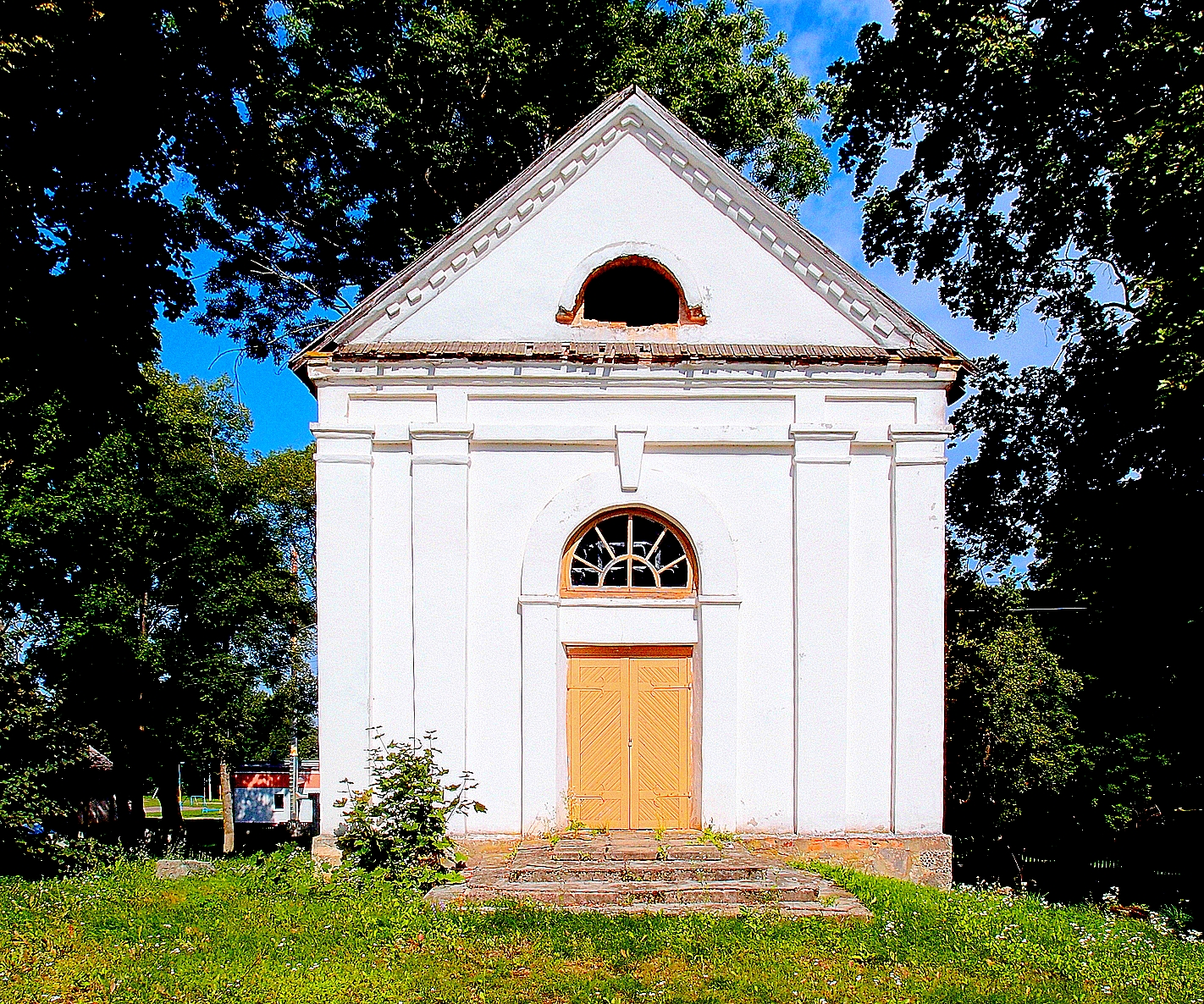
Часовня-усыпальница Язвинских
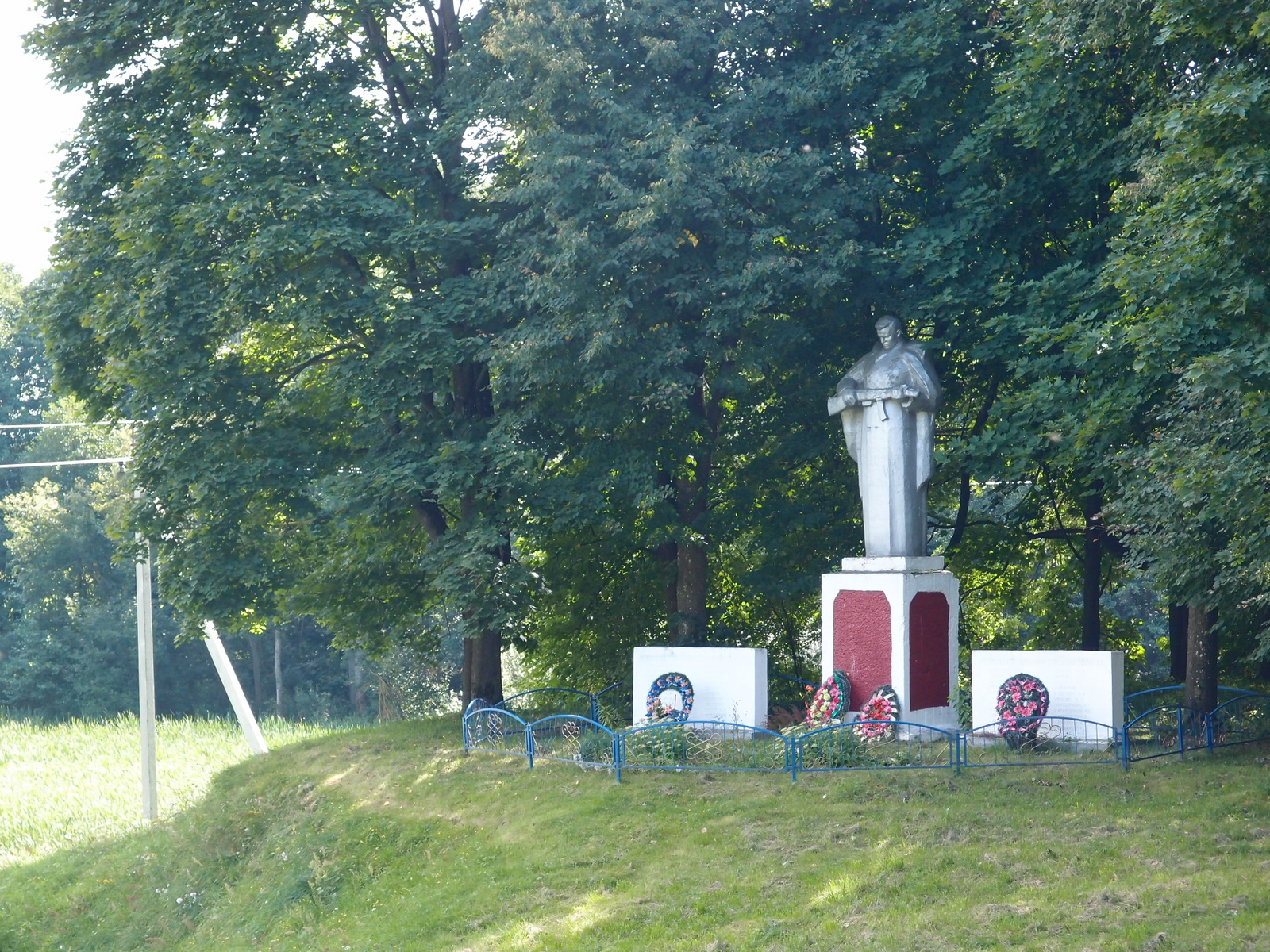
Воинский мемориал